# Achterhuis (gebouw)

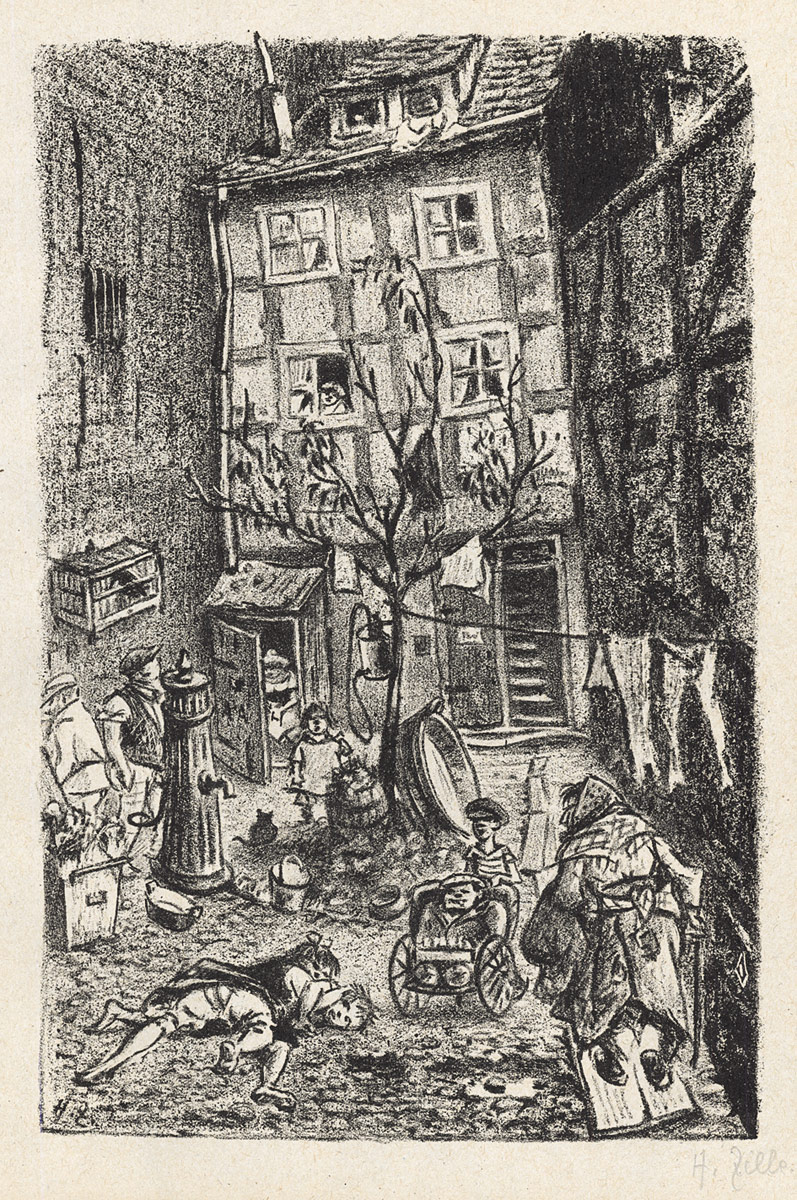
Achterhuis met binnenplaats, tekening uit 1919 van de karikaturist Heinrich Zille

Een achterhuis is een gebouw achter een huis, zoals een ander huis of een schuur of werkplaats. Er zijn twee betekenissen:
1. In de eerste betekenis is het achterhuis een ander, vaak kleiner, huis dat met een (voor)huis is verbonden door middel van een gang, loggia of een ander soort bouwwerk. Dergelijke verbindingen komen vaak voor in havensteden, zoals achter grachtenpanden in de stad Amsterdam. Het gaat dan dus om een apart huis.
2. Bij boerderijen gaat het om het deel achter het voorhuis dat niet voor bewoning wordt gebruikt en waar zich de bedrijfsruimten bevinden, zoals de deel, stallen en/of bijvoorbeeld een speelruimte voor de kinderen.

## Amsterdam
In de 18e eeuw, maar soms ook al in de 17e eeuw, werd in Amsterdam achter het huis een extra huis gebouwd, meestal dwars geplaatst. Dit achterhuis is via een gang met daarnaast een binnenplaats verbonden met het voorhuis. Op de hoofdverdieping van het achterhuis ligt de zaal of "sael", een groot vertrek voor representatieve doeleinden. Onder de zaal, op de begane grond, ligt de tuinkamer, die doorgaans als eetkamer diende.
Het beroemdste achterhuis is het achterhuis van Prinsengracht 263, tegenwoordig bekend als Anne Frank Huis. Hier schreef Anne Frank tijdens de Tweede Wereldoorlog haar dagboek.